# Rochefort-sur-Brévon
Rochefort-sur-Brévon är en kommun i departementet Côte-d'Or i regionen Bourgogne-Franche-Comté i östra Frankrike. Kommunen ligger i kantonen Aignay-le-Duc som tillhör arrondissementet Montbard. År 2022 hade Rochefort-sur-Brévon 42 invånare.

## Befolkningsutveckling
Antalet invånare i kommunen Rochefort-sur-Brévon
Referens:INSEE